# 阿久津橋
阿久津橋（あくつばし）は、福島県郡山市の阿武隈川に架かる福島県道57号郡山大越線の道路橋である。

## 概要
- 全長 - 251 m
  - 主径間 - 50.0 m
- 幅員 - 7.4 m
- 形式 - 5径間鋼連続鈑桁橋
- 竣工 - 1973年
- 施工 - 川田工業[1]

郡山市街地北東部で一級河川阿武隈川を渡る。西詰は市内富久山町久保田字中台・字古坦に、東詰は市内阿久津町字六溜・字舘側に位置する。西詰では堤防上を通る福島県道372号須賀川二本松自転車道線（みちのく自転車道）との交差がある。信号機等は設置されていないが、自転車道利用者は河川敷に降りる斜路を使うことで当橋梁の下をくぐり交差することができる。東詰側には福島交通阿久津バス停が置かれており、福島県道73号二本松金屋線と交差する十字路、阿久津交差点がある。現在の橋は1973年に架けられた全長250 mの鋼橋であり、車道2車線で供用されている。

## 沿革
旧来より当地は阿久津の渡しとして渡船場があり、郡山宿下町木戸で奥州街道から分岐した岩城街道（三春道）を渡していた。1929年にコンクリート橋として架橋され、1973年に現在の橋に架け替えられた。

## 周辺
- 逢瀬川
- 福島河川国道事務所 郡山出張所
- 福島県食肉流通センター
- 東部地域公民館
- 郡山市立東芳小学校
- 安養寺
- 稲荷神社

## 隣の橋
- 阿武隈川

（上流） - 行合橋 - 安原橋 - 阿久津橋 - 磐越東線阿武隈川橋梁 - 逢隈橋 - （下流）